# Ian Goodfellow
Ian J. Goodfellow (1987) è un informatico e ricercatore statunitense attivo nel campo del deep learning e dell'intelligenza artificiale.
È noto per aver introdotto le Reti antagoniste generative, capaci di generare fotografie che risultano autentiche ad osservatori umani.

## Biografia
Dopo aver ottenuto un B.S. e un M.S.in informatica presso la Stanford University, consegue il dottorato di ricerca in machine learning con l'Università di Montreal, sotto la supervisione di Yoshua Bengio e Aaron Courville. Ha fatto parte del team di  Google Brain e OpenAI.
Nel 2017, è stato incluso nella lista dei "35 innovatori under 35" del MIT Technology Review.